# 1999年1月民主党代表選挙
1999年1月民主党代表選挙（1999ねん1がつみんしゅとうだいひょうせんきょ）は、1999年（平成11年）1月18日に行われた民主党代表の選挙である。

## 概要
1998年（平成10年）4月に民主党が結成して行われた本格的な代表選挙である。現職の菅に対して2期目の若手、松沢成文が立候補した。この結果、菅直人が代表として再任された。

## 選挙データ

### 告示日
- 1999年（平成11年）1月9日

### 候補者討論会
- 1999年（平成11年）1月13日

### 投開票日
- 1999年（平成11年）1月18日

党大会で決定。

### 選挙制度

#### 投票方法
- 秘密投票、単記投票、1票制

#### 選挙権
- 党所属国会議員
- 地方組織代議員

#### 被選挙権
- 党所属国会議員

#### 有権者数
- 239
  - 党所属国会議員：145
  - 地方組織代議員：094（都道府県支部連合会：各2）

## 選挙活動

### 候補者
| 松沢成文                                                         | 菅直人                                                                                            |
|                                                                  |                                                                                                   |
| 衆議院議員 （2期・神奈川県第9区） 神奈川県議会議員 （1987-1993） | 衆議院議員 （6期・東京都第18区） 厚生大臣（1996） 民主党代表（1998-） 旧・民主党代表（1996-1998） |
| 神奈川県                                                         | 岡山県                                                                                            |

### 推薦人
| 松沢成文 | （衆議院）安住淳 岩国哲人 上田清司 枝野幸男 小沢鋭仁 奥田建 川内博史 河村たかし 田中甲 樽床伸二 中川正春 原口一博 藤田幸久 藤村修 古川元久 前原誠司 山本孝史 吉田公一 渡辺周 （参議院）江本孟紀 小川勝也 小川敏夫 簗瀬進 |
| 菅直人   | （衆議院） （参議院） |

## 選挙結果
| 候補者             | 候補者             | 得票数 | 得票率 |
| ------------------ | ------------------ | ------ | ------ |
|                    | 菅直人             | 180    | 77.92% |
|                    | 松沢成文           | 51     | 22.08% |
| 総計               | 総計               | 231    | 100.0% |
| 有効票数（有効率） | 有効票数（有効率） | 231    | 99.14% |
| 無効票数（無効率） | 無効票数（無効率） | 2      | 0.86%  |
| 投票者数（投票率） | 投票者数（投票率） | 233    | 97.49% |
| 棄権者数（棄権率） | 棄権者数（棄権率） | 6      | 2.51%  |
| 有権者数           | 有権者数           | 239    | 100.0% |